# Turanogryllus aelleni
Turanogryllus aelleni är en insektsart som först beskrevs av Lucien Chopard 1954.  Turanogryllus aelleni ingår i släktet Turanogryllus och familjen syrsor. Inga underarter finns listade i Catalogue of Life.